# Julius Baer Group
Julius Bär Group (o Julius Baer Group) es una institución bancaria suiza que es la matriz del Bank Julius Bär, una empresa de gestión de patrimonio tradicional con sede en Zúrich, Suiza. La firma tiene su origen en el año 1890, cuando fue fundada por el banquero del mismo nombre. El grupo maneja activos substanciales de clientes privados de todo el mundo. Los servicios de la firma consisten básicamente en una oferta holística, que incluye planificación patrimonial, inversión y financiamiento.
Julius Baer está presente en más de 25 países y más de 60 ciudades. Con sede en Zúrich, el banco cuenta con oficinas en lugares clave como Dubái, Frankfurt, Ginebra, Hong Kong, Londres, Luxemburgo, Ciudad de México, Milán, Mónaco, Montevideo, Mumbai, São Paulo, Singapur y Tokio.
Sin embargo, la reputación del banco se ha visto empañada por diversas controversias y desafíos legales. Entre ellos, una disputa legal con Wikileaks en 2008, acusaciones de ayudar a ciudadanos estadounidenses a evadir impuestos en 2011 y una censura de la Autoridad de Supervisión de los Mercados Financieros de Suiza (FINMA) en 2020 por deficiencias en la lucha contra el blanqueo de capitales. El banco también se ha visto implicado en escándalos de blanqueo de capitales de funcionarios venezolanos corruptos y se ha enfrentado a investigaciones por su papel en el caso de corrupción de la FIFA. Estas polémicas han ensombrecido su legado y han suscitado dudas sobre su cumplimiento y sus prácticas éticas.

## Historia
La empresa Julius Baer fue fundada en 1890, por Ludwig Hirschhorn y Theodor Grob. Grob dejó la compañía en 1896, cuando se unieron a esta Joseph Michael Uhl y Julius Baer. En 1901, Julius Baer adquirió por completo el banco que más tarde llevaría su nombre.
La empresa siguió siendo un pequeño emprendimiento familiar hasta 1940, cuando comenzó a expandirse internacionalmente. Desde 1980, el banco se ha abierto gradualmente a inversores no familiares. En 2005, se convirtió en una empresa que cotiza em la bolsa y sus acciones están disponibles para negociación en el Swiss Market Index. El banco ha crecido enormemente desde que se hizo público, lo que se puede ver en el creciente número de empleados, que aumentó de 400 en 1980 a más de 6000 en 2021.
En septiembre de 2005, Julius Bär adquirió los bancos privados independientes Ferrier Lullin, Ehinger & Armand von Ernst, Banco di Lugano, y la casa de gestión de activos  Global Asset Management (GAM) del gigante bancario suizo UBS AG, para convertirse en una de las mayores firmas de inversión en Suiza. UBS adquirió cerca del 21% de las acciones de Baer como parte del acuerdo, pero vendió su participación en mayor de 2007. GAM fue dividida como una compañía independiente en octubre de 2009.
En agosto de 2012, el banco adquirió del Banco de América el negocio de gestión de riqueza internacional (IWM) de Merrill Lynch, con sede fuera de los Estados Unidos. El acuerdo se firmó por 860 millones de francos suizos (884,8 millones de dólares) y aumentó los activos bajo gestión de Julius Baer en un 40% a 251.000 millones de francos (258.200 millones de dólares).
En noviembre de 2012, Julius Baer y Kairos, una empresa de gestión de inversiones con sede en Milán, anunciaron que crearían un actor conjunto para la gestión patrimonial on-shore en Italia. Todas las actividades de gestión patrimonial italiana de los dos grupos se llevan a cabo bajo el nombre de Kairos Julius Baer.
Finalmente, en julio de 2014, Julius Baer anunció que había comprado los activos de private banking del banco israelí Leumi. Las compañías del grupo son consolidadas dentro del Julius Bär Gruppe AG, cuyas acciones cotizan en el SIX SIX Swiss Exchange.
El 30 de marzo de 2023, Julius Baer fue reconocido por la revista Euromoney como el mejor Banco Privado para los "High-Net-Worth Individuals"

## Controversias
Alex Widmer, el consejero ejecutivo del Bank Julius Baer, murió repentinamente el 4 de diciembre de 2008. Las noticias al respecto indican que la muerte fue un suicidio. Hans de Gier, el antiguo delegado del Grupo Julius Baer, asumió las responsabilidades de Widmer interinamente. En mayo de 2009, Boris F. J. Collardi asumió el cargo de Consejero Delegado de Julius Baer Group Ltd. y Bank Julius Baer & Co. Ltd.
El 17 de enero de 2011, el antiguo empleado de Julius Baer Rudolf Elmer entregó dos portadores de datos a a Wikileaks información detalladas de cuentas bancarias de clientes individuales y corporativos de tres instituciones financieras, incluido Bank Julius Baer, que pueden dar indicios de evasión fiscal. Sin embargo, en diciembre de 2011 surgieron informes de que los discos estaban vacíos, lo que podría ser un intento de llamar la atención sobre los procedimientos judiciales de Elmer en Suiza. Ya a principios de 2008, Rudolf Elmer tenía documentos con datos de clientes de una sucursal de Bank Baer en las Islas Caimán, incluidas falsificaciones, publicados a través de WikiLeaks.
En 2011, Julius Baer se convirtió en uno de los doce bancos suizos investigados por las autoridades federales de Estados Unidos por ayudar presuntamente a ciudadanos estadounidenses a evadir impuestos. Posteriormente, el banco optó por colaborar con los investigadores federales, cooperando con la investigación del Departamento de Justicia de Estados Unidos y aceptando la responsabilidad por su conducta. El 4 de febrero de 2016, el banco firmó un acuerdo de enjuiciamiento diferido con el DOJ y acordó pagar una multa de 547 millones de dólares. El consejero delegado en funciones Bernhard Hodler reaccionó al acuerdo en un comunicado diciendo que "Este importante paso confirma el enfoque de Julius Baer de cooperar constructivamente con las autoridades competentes y nuestro compromiso de cumplir con nuestras obligaciones y responsabilidades regulatorias."
El 20 de febrero de 2020, la Autoridad Suiza de Supervisión de los Mercados Financieros (FINMA) censuró a Julius Baer por quedarse "significativamente corto" en la lucha contra el blanqueo de dinero entre 2009 y 2018 en relación con las acusaciones de corrupción que involucran a la FIFA y PDVSA, la compañía estatal de petróleo y gas de Venezuela. La FINMA ordenó a Julius Baer que modificara sus políticas de remuneración y contratación, y nombró a un auditor para que supervisara al banco a fin de garantizar su cumplimiento de las normas contra el blanqueo de capitales. En marzo de 2021, la FINMA levantó la prohibición de grandes adquisiciones para Julius Baer. La medida fue impulsada por un informe de un auditor independiente que supervisó la aplicación de las medidas que ordenó la FINMA. Julius Baer dijo que acogía con satisfacción la medida y señaló los "importantes avances que ha realizado el banco en el refuerzo de la gestión de riesgos en toda la empresa".
Julius Baer, un banco suizo, se enfrentó a una importante controversia derivada de su participación en un esquema de lavado de dinero asociado con funcionarios venezolanos corruptos. El escándalo salió a la luz en 2018 cuando Matthias Krull, un ex banquero de Julius Baer, fue arrestado por cargos de lavado de dinero en Miami mientras estaba de vacaciones con su familia. La cooperación de Krull con las autoridades estadounidenses llevó a una reducción de su sentencia de 10 años de prisión en un 65% en septiembre de 2023. Los reguladores suizos también encontraron fallos sistémicos en las prácticas de cumplimiento de Julius Baer en 2022, que incluían deficiencias en la identificación de sus clientes latinoamericanos e incentivos a comportamientos que suscitaban preocupación por el blanqueo de capitales.
En 2015, Julius Baer comenzó a cooperar con el Departamento de Justicia de Estados Unidos en relación con su investigación sobre presunto blanqueo de capitales y corrupción en la que estaban implicados funcionarios y afiliados de la federación mundial de fútbol, la FIFA. Julius Baer firmó posteriormente un acuerdo de enjuiciamiento diferido de tres años con el DOJ y acordó pagar multas por un total de más de 79 millones de dólares. El 27 de mayo de 2021, Julius Baer finalizó el acuerdo con el DOJ, resolviendo la investigación del papel del Banco.
En octubre de 2023, el Financial Times publicó una investigación sobre un presunto fraude de Julius Baer. El artículo habla de la pareja Gregory y Vera Mirlas, que confiaron su patrimonio al banco privado suizo Julius Baer a través de un asesor independiente de gestión de patrimonios. Posteriormente, descubrieron una importante apropiación indebida de sus activos a partir de 2009. Este presunto fraude salió a la luz en octubre de 2019, cuando la pareja se reunió con su banquero de Goldman Sachs en la sede de Julius Baer y descubrieron importantes discrepancias en los saldos de sus cuentas. Su antiguo asesor, Benjamin G. de Julius Baer, fue acusado posteriormente de malversación y condenado a tres años de prisión en octubre de 2023. La pareja también presentó demandas civiles contra Benjamin G. y Julius Baer, así como una denuncia ante FINMA, el regulador financiero suizo, para investigar posibles violaciones de cumplimiento y facilitación de blanqueo de capitales por parte del banco.